# Ostergnies
Ostergnies  est une ancienne commune française située dans le département du Nord et la région Hauts-de-France. Elle est rattachée à la commune de Colleret depuis 1825.

## Géographie

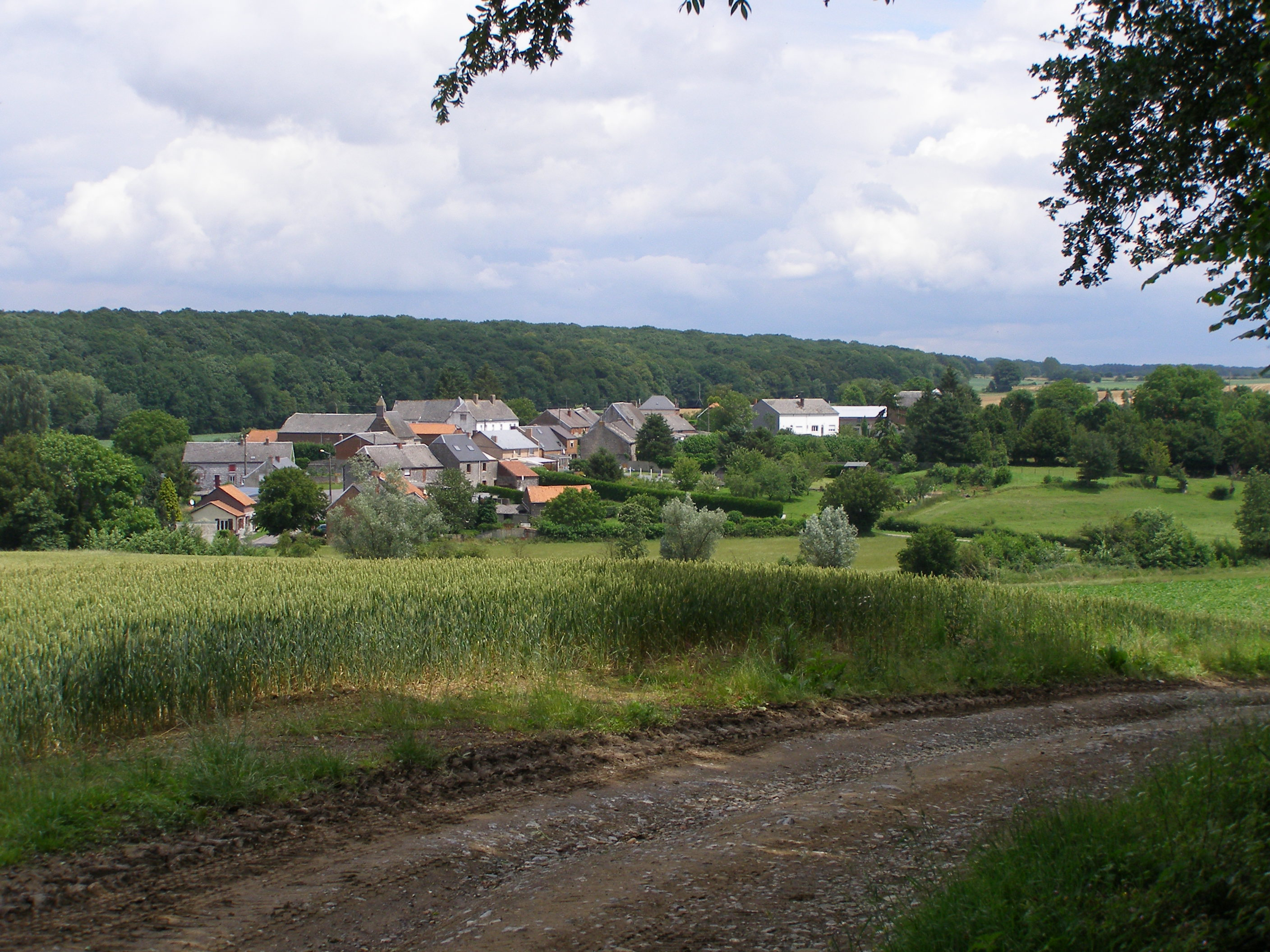
Vue générale.
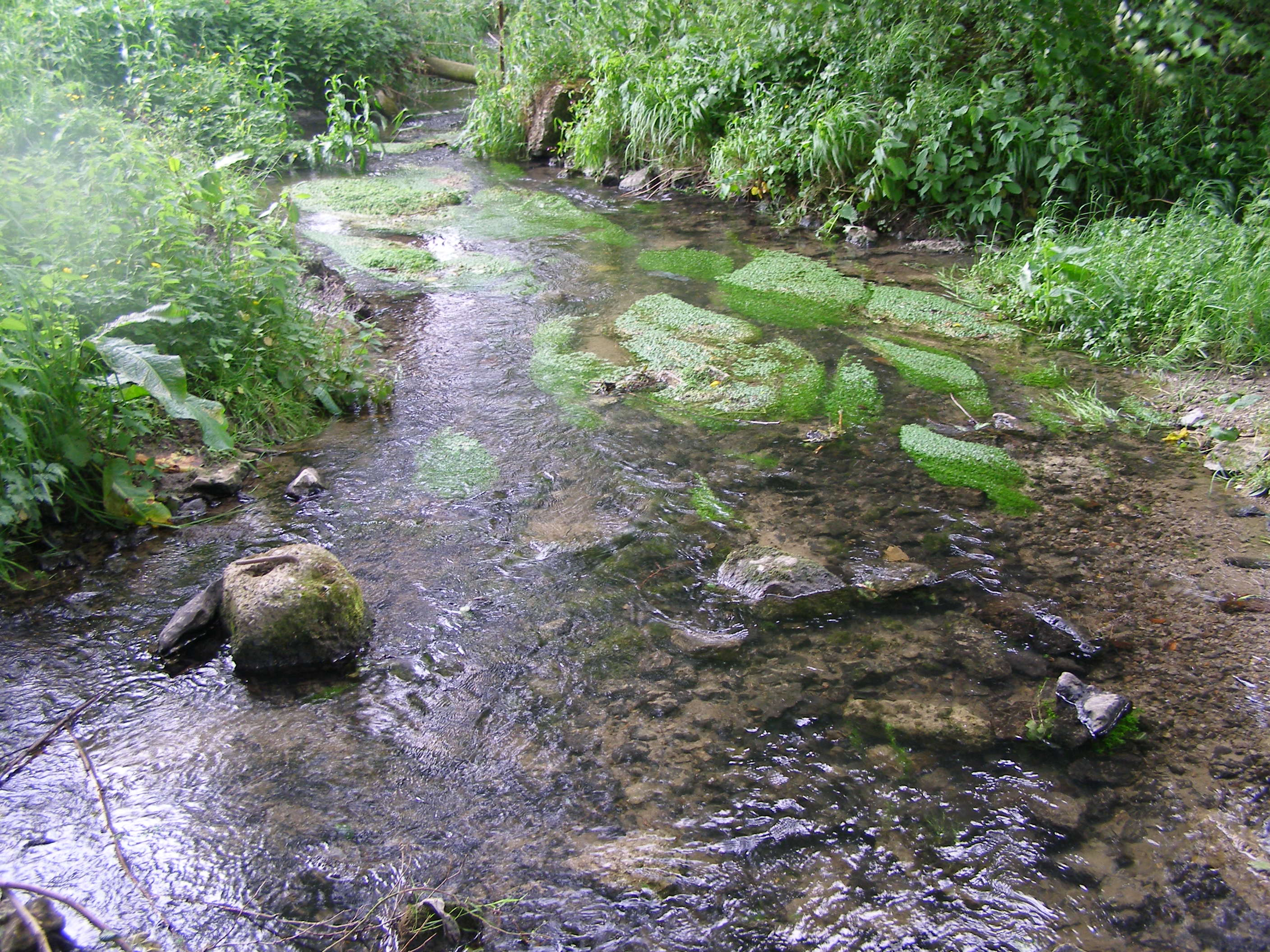
Le ruisseau de l'escrière.

## Toponymie
Ce hameau est mentionné sous le nom d'Ostergnies en 1793, puis Ostregnies en 1801.

## Histoire
Parmi les ressources du village figurait une carrière de marbre, mais de qualité moyenne. l'exploitation en avait cessé en 1802-1803.
La commune d'Ostergnies est rattachée à celle de Colleret en 1825.
Maire en 1802-1803 : Alexandre Carion.
Maire en 1807 : Detourpes.

## Démographie
| 1793 | 1800 | 1806 | 1821 |
| ---- | ---- | ---- | ---- |
| 39   | 76   | 92   | 92   |

## Lieux et monuments

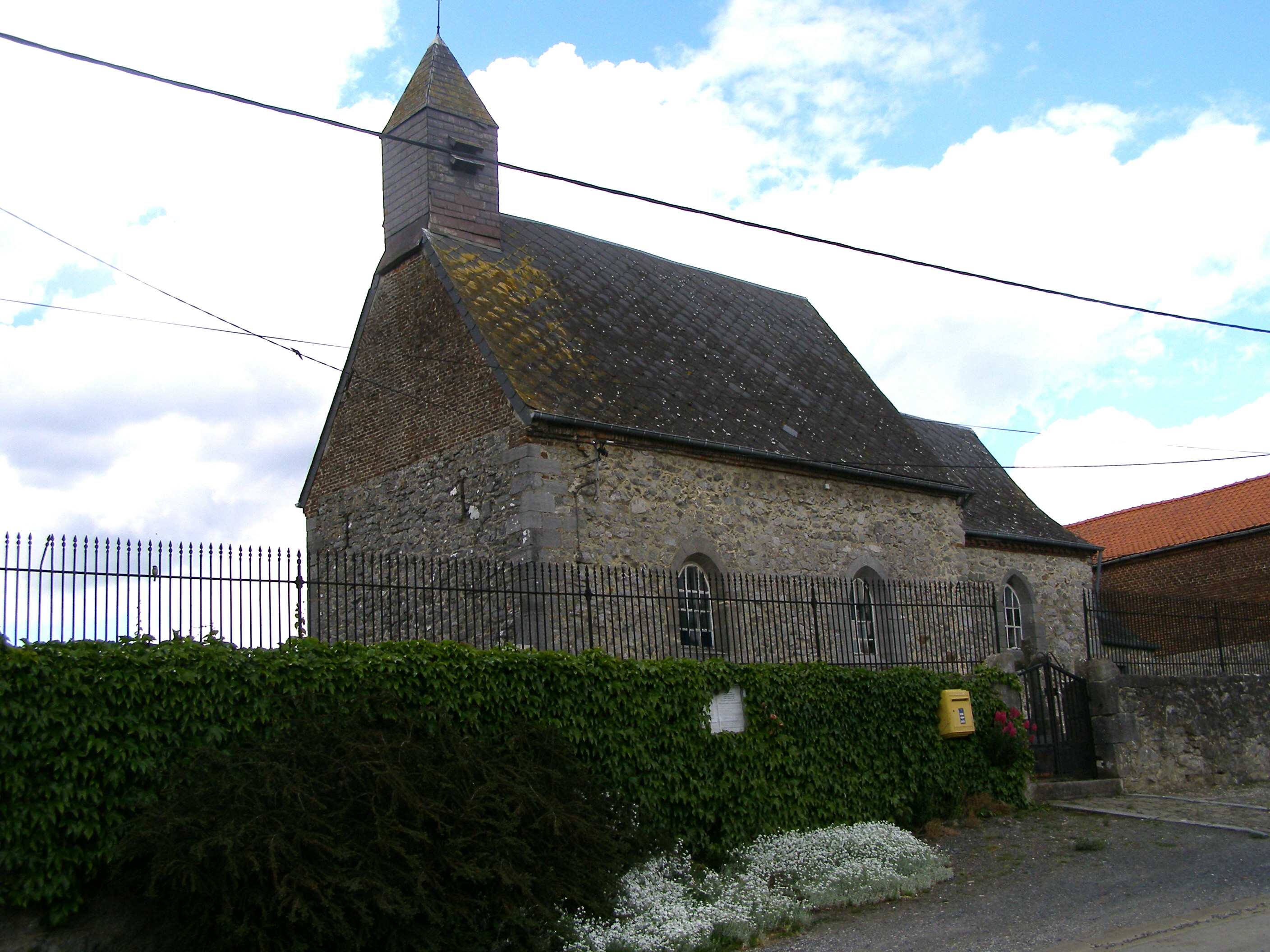
L'église.
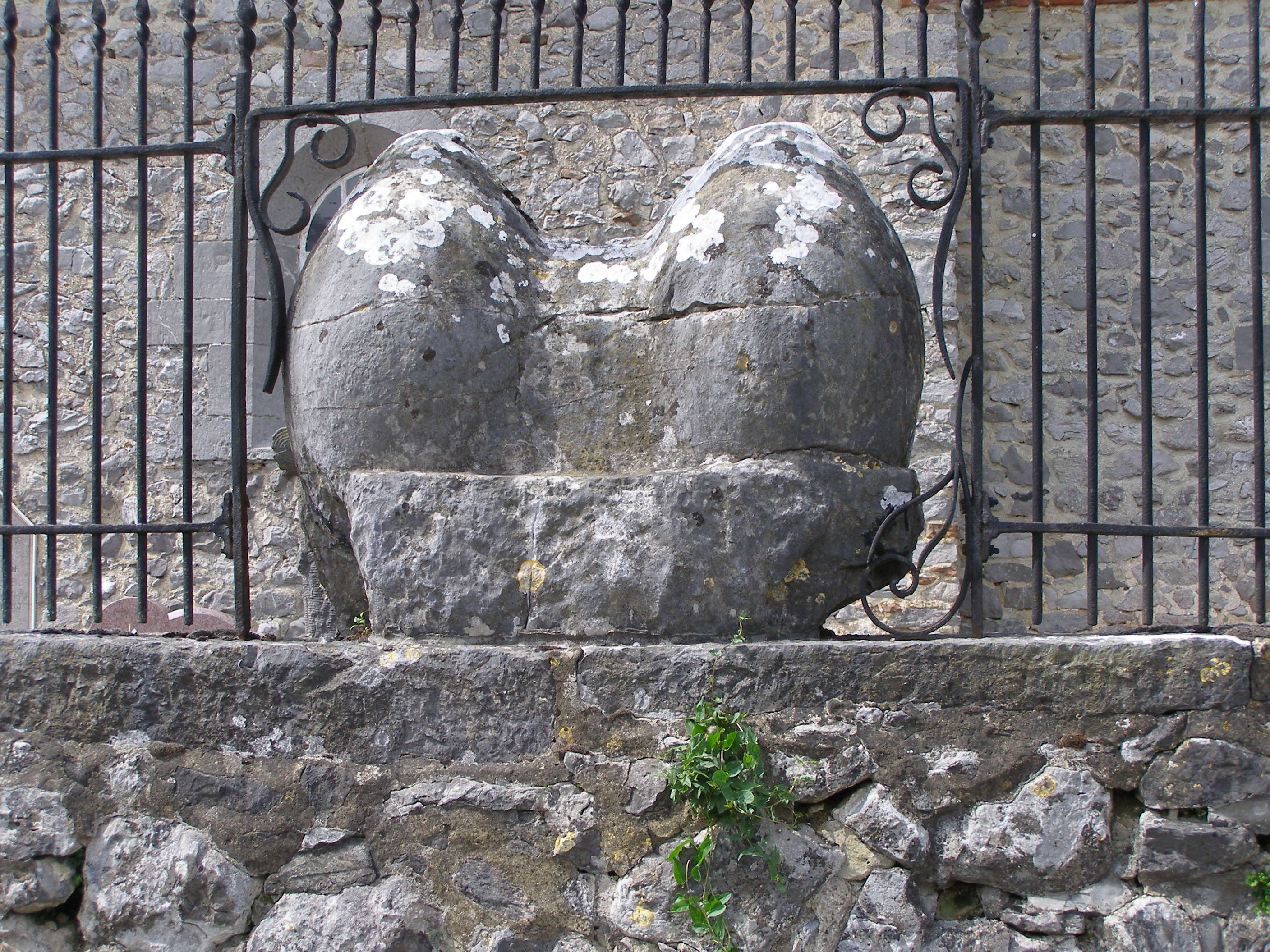
Détail de l'enceinte du cimetière.